# Міранда (телесеріал)
Міранда (англ. Miranda) — британський телевізійний ситком, створений британською актрисою та коміком Мірандою Харт, яка і зіграла головну роль. У серіалі також знімались Том Елліс, Сара Хедланд, Патриція Ходж та інші. Прем’єра серіалу відбулася у 2009 році та він транслювався на BBC One з 2009 по 2015 роки. 
Отримавши позитивні відгуки телевізійних критиків, телесеріал отримав нагороду Королівського телевізійного товариства та чотири номінації на телевізійну премію BAFTA. 

## Сюжет
Цей напіватобіографічний серіал зображує життя незграбної 30-річної власниці невеликого магазину приколів Міранди, яка постійно потрапляє в кумедні ситуації. 

## У ролях
- Міранда Харт — Міранда
- Том Елліс — Гаррі Престон
- Сара Хедланд — Стіві Саттон
- Патриція Ходж — Пенні (мати Міранди)
- Саллі Філліпс — Тіллі
- Джеймс Холмс — Клайв Еванс